# Маккой, Эрик
Эрик Маккой (англ. Erik McCoy, 27 августа 1997, Сан-Антонио, Техас) — профессиональный футболист, выступающий на позиции центра в клубе НФЛ «Нью-Орлеан Сэйнтс».

## Биография
Эрик Маккой родился 27 августа 1997 года в Сан-Антонио. В 2014 году он окончил старшую школу города Лафкин, затем поступил в Техасский университет A&M.

### Любительская карьера
Первый год в университете Маккой провёл в статусе освобождённого игрока, тренировался с командой, но не принимал участия в матчах. В 2016 году он стал игроком стартового состава «Эггис» и сыграл в тринадцати матчах, попав по итогам сезона в символическую сборную новичков конференции SEC. В 2017 году он также провёл тринадцать игр, в двух из которых выходил на поле на позиции гарда. Весной 2018 года Маккой получил командную награду за лучшие достижения в учёбе, а позднее был выбран капитаном. В своём последнем сезоне в университете он сыграл в двенадцати матчах и помог раннинбеку Трейвеону Уильямсу стал лидером конференции по набранным на выносе ярдам. По итогам года Маккой вошёл в число претендентов на Римингтон Трофи, вручаемый лучшему центру студенческого футбола.

### Профессиональная карьера
Официальный сайт НФЛ перед драфтом 2019 года отмечал, что Маккой может пригодиться практически любой команде, так как способен противостоять разноплановым защитникам. К достоинствам игрока относили большой опыт игры, в том числе против сильнейших студенческих команд, хороший контроль прохода А для бегущего, работу рук и низкий центр тяжести. Минусами называли недостаток подвижности при игре на открытом пространстве и скорости, поспешность действий в некоторых ситуациях, не лучший навык принятия решений при пасовых розыгрышах. Аналитик Лэнс Зирлейн сравнивал его с центром Кори Линсли, выступавшим за «Грин-Бэй Пэкерс», и прогнозировал выбор во втором раунде драфта.
На драфте под общим 48 номером Маккоя выбрали «Нью-Орлеан Сэйнтс», осуществившие обмен с «Майами Долфинс», чтобы подняться выше в очереди. Команде требовался игрок на позицию центра: после завершения карьеры Максом Унгером в составе остался только Ник Истон, ранее пришедший как свободный агент. В мае он подписал с «Сэйнтс» четырёхлетний контракт на общую сумму 6,07 млн долларов.
В регулярном чемпионате 2019 года Маккой выходил в стартовом составе во всех шестнадцати матчах команды, сыграв в 99 % снэпов. По оценкам сайта Pro Football Focus он стал лучшим среди линейных нападения, дебютировавших в НФЛ в этом сезоне, Ассоциация футбольных журналистов Америки включила его в символическую сборную новичков, а бывший футболист Брайан Болдингер сравнил Эрика с трактором John Deere. 